# Чизбургер
Чи́збургер (англ. cheeseburger, от cheese — сыр) — это гамбургер с сыром. Традиционно ломтик сыра кладется поверх мясной котлеты. Сыр обычно добавляют в готовящийся гамбургер незадолго до подачи на стол, что позволяет сыру расплавиться. Чизбургеры могут включать вариации структуры, ингредиентов и состава. Как и другие гамбургеры, чизбургер может включать такие начинки, как салат-латук, помидоры, лук, маринованные огурцы, бекон, майонез, кетчуп и горчицу.
В ресторанах быстрого питания сыр, используемый в чизбургерах, обычно представляет собой плавленый сыр. В качестве альтернативы могут использоваться другие плавкие сыры. К распространенным примерам относятся чеддер, швейцарский, моцарелла, голубой сыр и пеппер-джек. Популярные рестораны, где продаются чизбургеры, включают McDonald’s, Burger King, Wendy’s и многие другие.

## Происхождение
К концу XIX века обширные пастбища Великих равнин были открыты для разведения скота. Это позволило многим американцам потреблять говядину практически ежедневно. Гамбургер остается одним из самых дешевых источников говядины в США.
Добавление сыра в гамбургеры стало популярным в 1920 году. Существует несколько конкурирующих утверждений о том, кто создал первый чизбургер. Считается, что Лайонел Штернбергер представил чизбургер в 1924 году в возрасте 16 лет. Он работал поваром-жарщиком в сэндвич-шопе своего отца The Rite Spot в Пасадине, Калифорния, и «экспериментально бросил кусок американского сыра на шипящий гамбургер». Ранним примером появления чизбургера в меню является меню 1928 года для лос-анджелесского ресторана O’Dell’s, в котором был указан чизбургер, посыпанный чили, за 25 центов.
Другие рестораны также утверждают, что изобрели чизбургер. Например, ресторан Kaelin’s в Луисвилле, Кентукки, заявил, что изобрел чизбургер в 1934 году. Годом позже товарный знак на название «чизбургер» был присвоен Луису Балласту из ресторана Humpty Dumpty Drive-In в Денвере, Колорадо. Согласно архивам Steak 'n Shake, основатель ресторана Гас Белт подал заявку на товарный знак на это слово в 1930-х годах.
18 сентября в США и ряде других стран празднуется День чизбургера (в США — National Cheeseburger Day).